# Vascostylis
×Vascostylis, (abreviado Vasco.) en el comercio, Es un híbrido intergenérico que se produce entre los géneros de orquídeas Ascocentrum, Rhynchostylis y Vanda (Asctm. × Rhy. × V.)